# Bưu chính

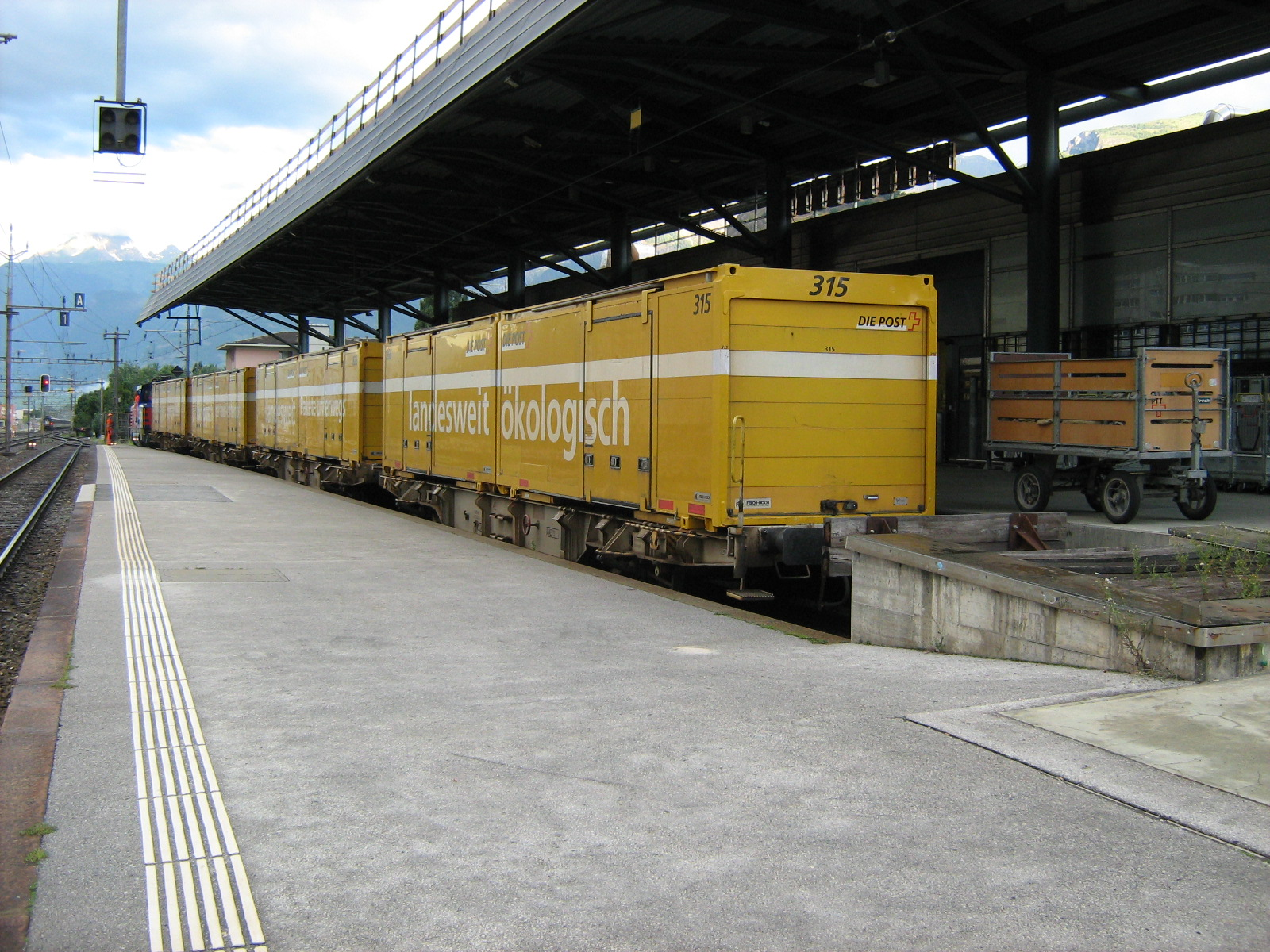
Các toa xe chở bưu phẩm ở bộ phận sắp xếp bưu phẩm của thành phố Sion, Thụy Sĩ. Bưu phẩm nội vùng được vận chuyển bằng xe lửa, được giao tận nơi bằng xe buýt, xe tải và xe đạp ở cấp địa phương.

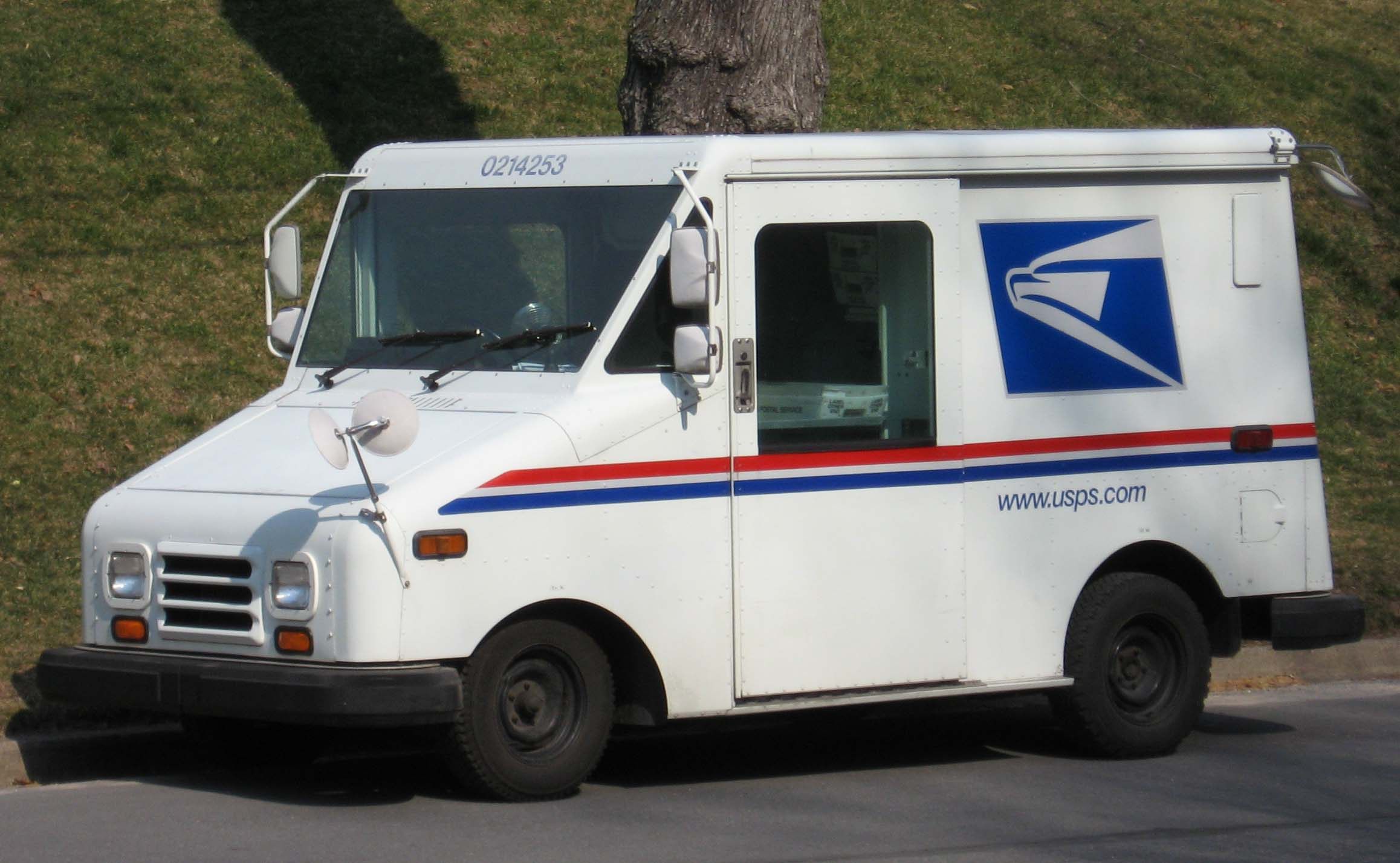
Xe chở bưu phẩm của Bưu chính Hoa Kỳ

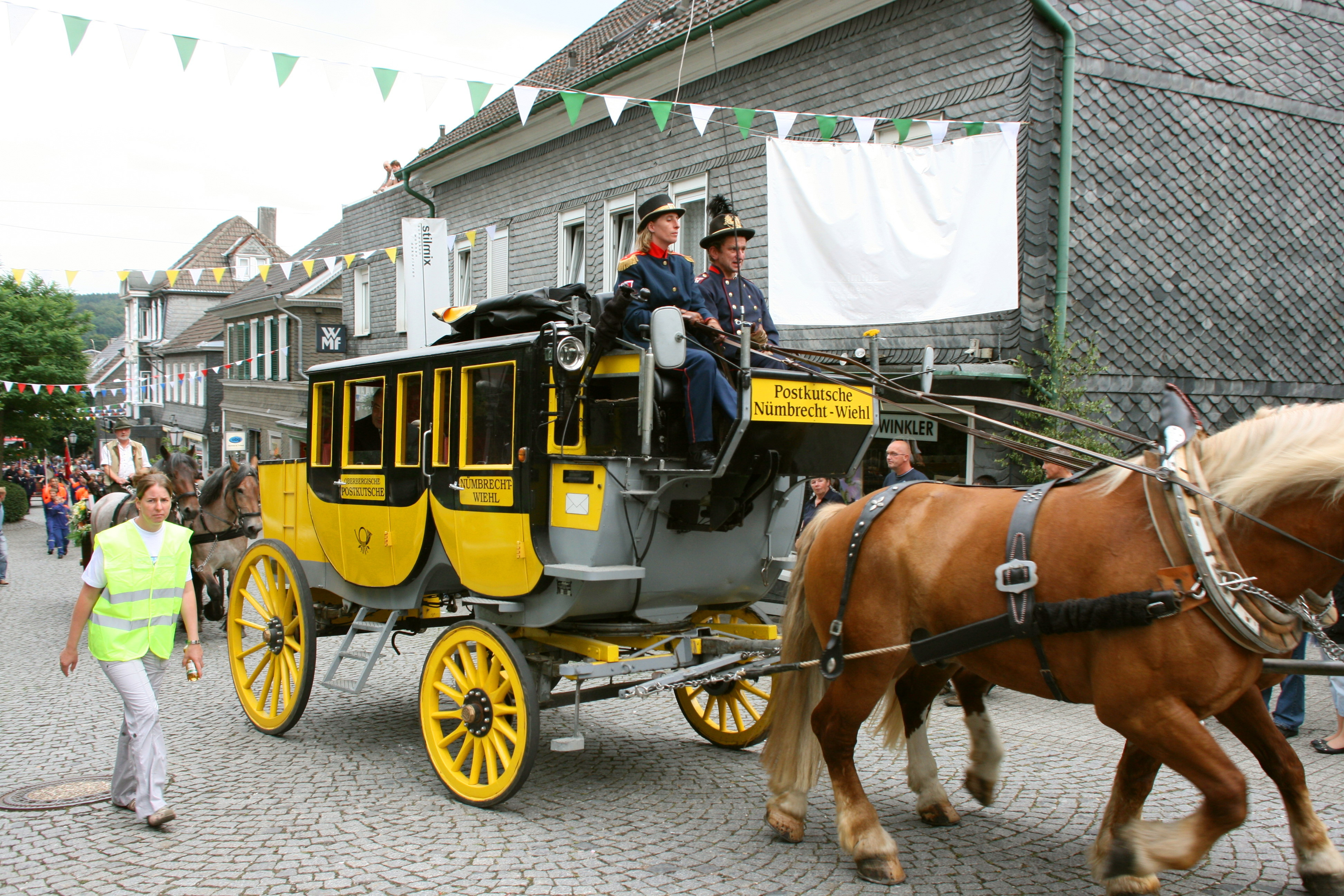
Kiệu ngựa phát thư cổ tại Đức

Bưu chính là một hệ thống vận chuyển thư tín, tài liệu và các gói hàng nhỏ. Một hệ thống bưu chính có thể do nhà nước hoặc tư nhân quản lý, mặc dù nhiều chính phủ giới hạn một số dịch vụ đối với các hệ thống bưu chính tư nhân. Từ giữa thế kỷ 19 các hệ thống bưu chính quốc gia đã được thiết lập như những dịch vụ độc quyền của chính phủ với các chi phí trả trước trên từng bưu phẩm gửi đi. Bằng chứng của việc thanh toán trước này thường là các tem thư, nhưng các máy đo tiền gửi hàng cũng được dùng để gửi hàng số lượng lớn. Các hệ thống bưu chính tư nhân hiện đại ngày nay thường phân biệt với các hệ thống bưu chính nhà nước bằng những cái tên như "chuyển phát nhanh" hay là "dịch vụ giao hàng".
Một bưu điện là một cơ sở được ủy quyền bởi một hệ thống bưu chính cung cấp dịch vụ gửi, tiếp nhận, phân loại, xử lý, truyền tải hoặc cung cấp các thư từ và bưu phẩm.
Các đại lý bưu chính thường có các tính năng khác ngoài việc vận chuyển bưu phẩm. Ở vài nước có một dịch vụ chuyên giám sát bưu điện, gởi điện tín... và điện thoại (PTT). Một vài nước có hệ thống bưu chính với tính năng gửi tiền tiết kiệm và cấp hộ chiếu.
Liên minh Bưu chính Quốc tế (UPU), thành lập năm 1874, bao gồm 192 quốc gia thành viên và đặt luật lệ cho việc vận chuyển bưu phẩm trên quy mô quốc tế.